# Nouvelle-Galles du Nord
La Nouvelle-Galles du Nord (New North Wales) est le nom historique d'une région du Canada située au nord-ouest de la baie d'Hudson. Elle a été nommée et cartographiée par Thomas Button en 1613. Le nom de « New North Wales » apparait avec son opposé Nouvelle-Galles du Sud dans Complete System of Geography d'Emanuel Bowen datant de 1747.  
Les cartes de l'époque (tel que celles de Samuel Dunn en 1778) montrent qu'elle s'étendait au nord sur les côtes actuelles du Nunavut sur la baie d'Hudson et jusqu'à la frontière actuelle du Manitoba.